# Tulaipanji

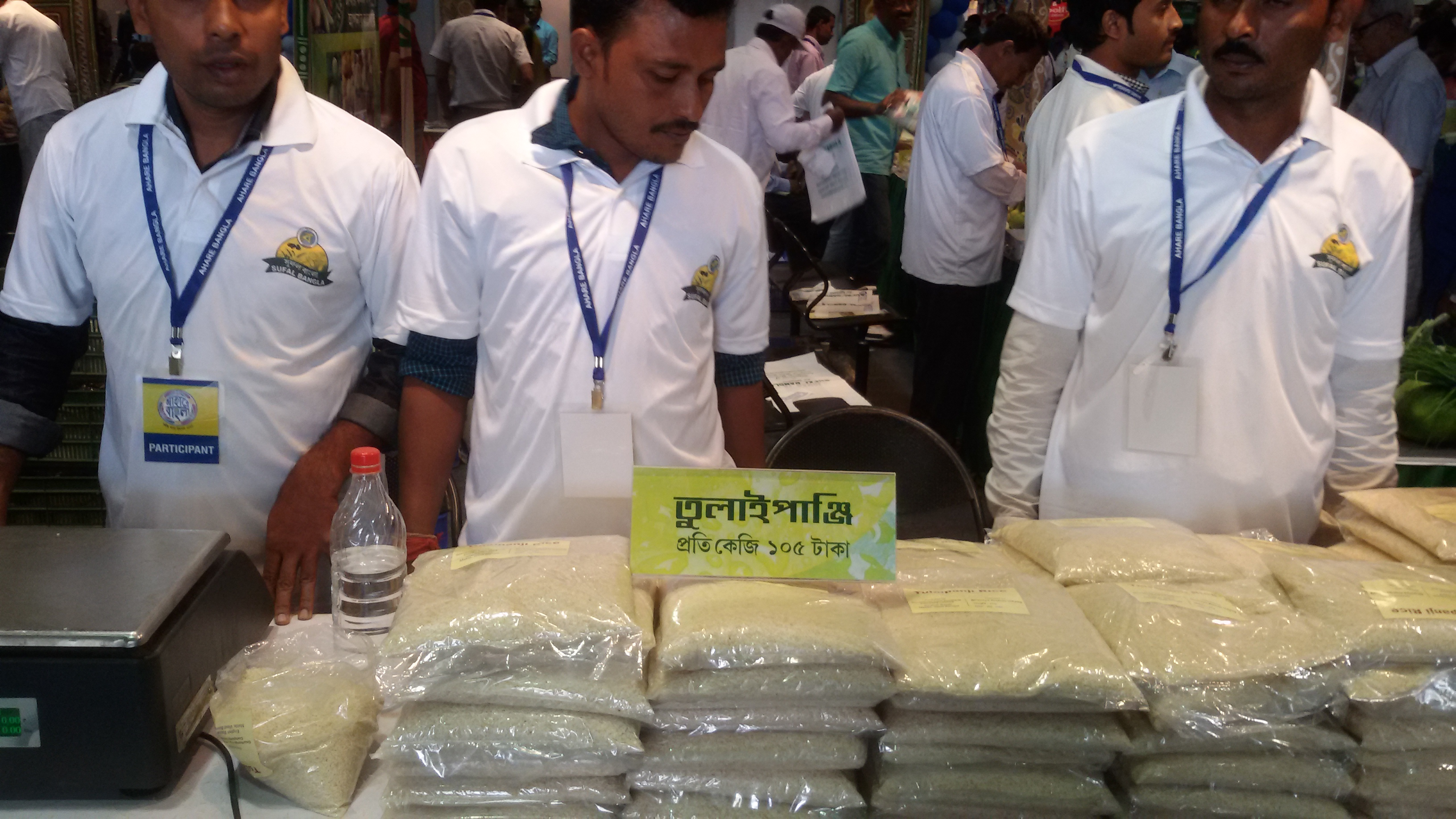
Riz Tulaipanji vendu par Sufal Bangla (agence gouvernementale) au Bangiya Khadya Utsav 2015

Tulaipanji (bengali : তুলাইপাঞ্জি) est un riz indien cultivé dans le Bengale Occidental (Inde). C'est un riz indigène parfumé, cultivé principalement dans la subdivision de Raiganj dans le district d'Uttar Dinajpur et dans quelques poches du district de Dakshin Dinajpur. En 2012, le gouvernement de l'État du Bengale Occidental a expédié du riz Tulaipanji au food festival des jeux Olympiques de Londres.
Le riz Tulaipanji fait partie des riz parfumés non-Basmati. Son grain est moyen et fait environ 5,5 mm avec un ratio épaisseur/longueur de 3,4 et un coefficient d'élongation de 1.6. Une fois cuit, le Tulaipanji est goûteux, ferme, brillant, non collant et friable du fait d'un contenu important en amylose.
Le riz Tulaipanji contient 28,3% d'amylose et 7,3 % de protéines.